# مات أونيكومب
مات أونيكومب (بالإنجليزية: Matt Unicomb)‏ مواليد 21 يناير 1985، هو لاعب كرة سلة أسترالي بدأ مسيرته الاحترافية في سنة 2005. يبلغ طوله 6 قدم 4 بوصة (1.9 م).